# Akademia Inskrypcji i Literatury Pięknej

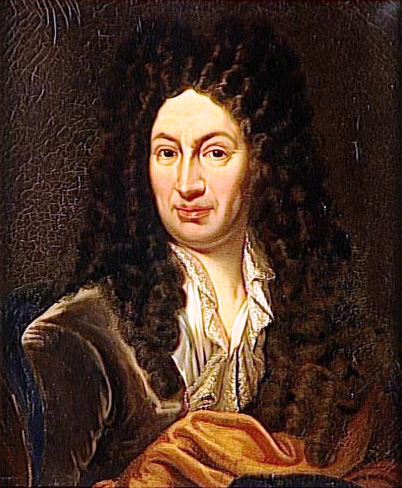
Jean Chapelain, jeden z założycieli Akademii

Akademia Inskrypcji i Literatury Pięknej (fr. Académie des inscriptions et belles-lettres) – francuskie korporacyjne towarzystwo naukowe w zakresie nauk humanistycznych. Zostało założone w 1663 przez Jeana-Baptiste'a Colberta jako jeden z pięciu członków Instytutu Francji.
Początkowo nosiło nazwę Académie des Inscriptionset Médailles (Akademia Napisów i Medali) i Petite Académie (Mała Akademia). Zadaniem towarzystwa było układanie napisów, które miały być umieszczane na budowlach, pomnikach i tablicach, a także medalach bitych przez Ludwika XIV. Pisano również panegiryki na cześć tego władcy. Od 1702 prowadzono badania historyczne, archeologiczne i lingwistyczne. Obecnie jednostka włączona w struktury Instytutu Francuskiego.